# Ругороро (комуна)
 Ругороро — одна з комун провінції Нгозі, на півночі Бурунді. Центр — однойменне містечко Ругороро.